# Faysal bin Turki I Al Sa'ud
Fayṣal bin Turkī Āl Saʿūd (in arabo فيصل بن تركي الأول بن عبد العزيز آل سعود‎?; Riad, 1918 – Riad, 1968) è stato un principe e politico saudita, membro della famiglia reale Āl Saʿūd.

## Primi anni di vita e formazione
Il principe Faysal è nato a Riad nel 1918, ed era l'unico figlio maschio di Turki I bin Abd al-Aziz Al Sa'ud e della principessa Nora bint Obaid Al Rasheed. Ha vissuto quattro mesi con i genitori fino a quando questi morirono per l'influenza spagnola. Fu quindi allevato dal nonno, re Abd al-Aziz e dalla nonna Waḍḥa bint Muḥammad bin ʿUqāb. Suo zio, re Sa'ud, gli era molto vicino e lo ha accompagnato in ogni passo della sua vita. Ha studiato alla Scuola dei Principi della capitale.

## Carriera
Il principe Faysal ha avuto diversi incarichi di governo. Poco dopo l'unificazione del Regno, il nonno lo nominò Principe di Al Khafji, un piccolo villaggio non lontano dalla frontiera con il Kuwait. È stato il primo principe della città dopo la costituzione del paese. Nel giugno 1961, re Sa'ud lo ha nominato primo ministro del lavoro e degli affari sociali. Nel settembre dello stesso anno è diventato ministro dell'interno, succedendo allo zio, il principe Abd al-Muhsin bin Abd al-Aziz Al Sa'ud. Mantenne questa posizione fino al 31 ottobre 1962.

## Vita personale

### Mogli
- Principessa Munira bint Abdulaziz Al Oqla
- Principessa Buniah bint Musl'am bin Harqan Al Subaie
- Principessa Tefla bint Abdullah Al Khrassan Al Ajmi
- Principessa Juza bint Mohammed bin Waj'an Al Shammeri
- Principessa Hassa bint Saud bin Abdulaziz Al Saud
- Principessa Amoosha bint Obaid bin Abdullah Rasheed

### Figli
- Principessa Al Jawhara
- Principessa Sara, moglie del principe Mish'al bin Sa'ud
- Principe Turki, è morto all'estero all'età di 58 anni, dopo aver subito un attacco di cuore. Sua moglie era la Principessa Sarah bint Sa'ud bin Abd al-Aziz
- Principe Abd Allah (1945-2019), ha sposato la principessa Hassa bint Khalid bin Abd al-Aziz Al Sa'ud (1950-2010), figlia di re Khalid[2]

## Morte
Il principe Faysal è morto a Riyad nel 1968.